# Борбе на комуникацији Вишеград - Сарајево новембра 1944
За отварање правца од Сјенице преко Пријепоља и Вишеграда према Сарајеву, команда групе армија Е формирала је посебну борбену групу „Шојерлен“ у чијем су саставу била три пука (укупно девет батаљона), два железничка батаљона и две противавионске батерије. Штабу те борбене групе (која је назив добила по презимену њеног команданта), 21. октобра су потчињени Српски ударни корпус, Руски заштитни корпус, борбени ешелони команде групе армија Е, борбена група „Фурман“ и тврђавски пионирски штаб бр. 2.
Предњи делови борбене групе „Шојерлен“ избили су, 11. новембра, у Вишеград и ухватили везу с 7. СС допунским батаљоном који је стављен под команду штаба те групе. Већ сутрадан је команда групе армија Е, којој је борбена група „Шојерлен“ била непосредно потчињена, одобрила и у свом дневнику забележила њене намере "... да са јаким деловима што брже продре на запад. Циљ је да се што пре заузме Рогатица и Подроманија, као и превоји на потезу „црног пута“, који има одлучујући значај, као и да се тај пут отвори за транспортовање опреме за ваздушно извиђање и држи у рукама за наша даља кретања у рејон Сарајева..."

## Ангажоване снаге и планови
"Претходница Шојерлен“ имала је преко 10.000 људи, и деловала је у садејству са немачким и усташким јединицама из Сарајева, Соколца и Рогатице. Наспрам овим снагама стајала је 27. дивизија НОВЈ са око 2.500 бораца.
У складу са инструкцијама Врховног Штаба и штаба Трећег ударног корпуса НОВЈ, и с обзиром на однос снага, штаб Трећег корпуса наредио је својим јединицама да се распореде тако „да све бригаде заједно чине једну велику дубинску засједу на комуникацији Соколац – Рогатица – Вишеград". Штаб дивизије намеравао је да се користи маневром, поседањем природних отпорних тачака, утврђивањем, зарушавањем саобраћајница и бочним нападима у циљу заустављања противника.
Прва на правцу наступања „Претходнице Шојерлен“ налазила се 16. муслиманска бригада. Тих дана је захладнело и нападао је дубок снег. У свим бригадама је био велик број босих бораца и са слабом одећом и обућом. Због тога су и батаљони 16. бригаде морали да се разместе по селима (која су била већим делом попаљена и напуштена), удаљеним 1,5 km ваздушне линије од друма. Контрола пута је вршена истуреним заседама. Оне су имале задатак - када непријатељ крене из Вишеграда - да прихвате борбу и присиле га да се развије како би батаљони могли изаћи на предвиђене положаје. План је био да борбу први прихвати 1. батаљон на Сјемећу и омогући 2. и 3. батаљону да се развију на припремљеним положајима на Малом Тмору (к. 1249), изнад села Стрмац, и на брду Равне (к. 1147). Када непријатељ избије у висину тих положаја, ти батаљони би га напали у бок, а 1. батаљон из позадине. За то време је 4. батаљон требало да им обезбеђује леђа од продора усташа из Рогатице и уједно да буде и бригадна резерва.

## Борбе између Вишеграда и Рогатице 14—16. новембра
Изјутра 14. новембра кренула је претходница борбене групе „Шојерлен“ из Вишеграда. Био је то један ојачани батаљон ("Шлутербах“, назван по свом команданту). Око подне су његови предњи делови упали у заседу 1. батаљона, која их је зауставила и присилила да се развију. Ускоро је стигла и главнина тог батаљона и прихватила борбу. Надмоћнији немачки батаљон, подржан артиљеријом, наставио је продор друмом, али је при томе био притиснут покретом и ватреним дејством јединица 1. батаљона. Челна група, у којој је било неколико борних кола, заустављена је испред препрека испод Малог Тмора, где су је чете 2. и 3. батаљона дочекале концентричном ватром са блиског одстојања (50 до 100 метара). Уз друм било је распоређено неколико противтенковских пушака, а на ватреном положају био је и бригадни пт топ 47 mm. До пада мрака се водила жестока борба дуж друма од Сјемећа до села Стрмац. Поједини положаји око пута су по неколико пута прелазили из руке у руку. На крају је немачки батаљон био присиљен да се повуче до Сјемећа. У току ноћи је главнина 16. бригаде извршила два напада с циљем да разбије немачку групу на Сјемећу и да је одбаци до Вишеграда. Оба пут је успевала да сабије немачке јединице на друм, али је ту дочекивана снажном блиском ватром, нарочито из малокалибарских противавионских топова (тзв. флакова), застајала, највише због моралног дејства њихове ватре на борце, јер се они до тада нису сусрели са рафалном топовском ватром.
У свануће 15. новембра штаб 16. бригаде је наредио да се прекине напад, али да се батаљони задрже у непосредном додиру са непријатељем, да га спречавају да оправља друм и склања препреке, и да предах искористе да среде јединице, попуне их муницијом и дотуре им топли оброк. После тог затишја, у којем су се и Немци ограничили на одбрану, главнина 16. бригаде је после подне поновила напад. Шумом покривено земљиште је омогућавало да се борба води на одстојању 30 до 50 метара. У пресудном тренутку на је бојиште стигла нова колона од Вишеграда. Била је то борбена група формирана од ранијег Руског заштитног корпуса. Подржана јаком артиљеријском ватром, зауставила је напад 16. бригаде и одмах прешла у противнапад у захвату друма. Штитећи се јаким побочницама, њена главна колона, на чијем су челу били тенкови и борна кола, постепено је продирала, савлађујући и рашчишћавајући препреке на путу. Око њих и појединих положаја на Равни (к. 1147) и Малом Тмору (к. 1249) дошло је до појединачних жестоких окршаја. Неке од њих су више пута заузимале непријатељеве и повраћале јединице 16. бригаде. Јединице 16. бригаде успеле су да директном ватром пт топа и пт пушака избаце из борбе неколико тенкова и борних кола. Међутим, и поред снажног отпора, пешадијски делови су из главне колоне и десне побочнице одбацили батаљоне 16. муслиманске бригаде с друма и увече наставили продор ка Рогатици. Моторизовани делови су, међутим, остали на друму, јер за тако кратко време нису могли да отклоне рушења и препреке на њему.
После четрдесеточасовне борбе, у којој је имала 5 мртвих, 5 несталих и 25 рањених бораца и руководилаца, 16. бригада се повукла на положаје 1,5-2 km северно од друма Вишеград - Рогатица. За то време су њени батаљони уништили 15 камиона и оштетили 10 тенкова или борних кола и других моторних возила, а заробили су 5 непријатељевих војника. Непријатељеви губици у мртвим и рањеним су процењени на 130 до 250 војника, подофицира и официра
Док је текао напад од Вишеграда, 19. бирчанска бригада је успешно сузбијала испаде из Соколца, а 20. романијска и 4. батаљон 16. муслиманске бригаде су, притиском према Рогатици, спречили усташе да из тог упоришта угрозе позадину главнине 16. бригаде на вишеградском друму.

## Борбе између Рогатице и Сарајева 17—21. новембра
У подне 16. новембра штаб 27. дивизије издао је нову заповест за дејства против немачких снага које су се пробиле у Рогатицу. Он је позитивно оценио протекле борбе 16. бригаде, истакао да јачина „непријатеља који надире из Вишеграда још није утврђена усљед сталног придоласка појачања“ и изнео претпоставку „да се ради о пробијању јачих непријатељских снага које су из састава оних немачких опкољених дивизија са простора Санџака и југозападне Србије“. Његов план је био да „хватајући непријатеља у процјеп на комуникацији... Рогатица – Соколац, уништавамо његове колоне у повлачењу, и да га непрекидно и упорно развијамо за борбу, успоравајући му пробијање, како би на тај начин омогућили успјешно извођење стратешког плана наше врховне команде..." У духу те замисли, наредио је 19. бирчанској и 20. романијској бригади да из својих рејона пређу у напад на непријатеља чим крене из Рогатице друмом према Соколцу, и то прва са северне, а друга - са јужне стране, а 16. муслиманској - да развије два батаљона на линији село Гучево - Голетица (триг. 1011) ради притиска на непријатеља источно и западно до Рогатице, а главнину да повуче у позадину, у села Ошкопље и Думањићи, ради одмора, сређивања и припрема за напад у леђа непријатељу када се буде пробијао из Рогатице.
Када су, увече 15. новембра, пешадијске јединице челних делова борбене групе „Шојерлен“ избиле у Рогатицу, ту су морале застати не само због предаха и припрема за даље продирање, него и због тога да сачекају своју главнину која је стајала на вишеградском друму или у Вишеграду, јер је и у току 16. новембра морала склањати препреке и затрпавати ровове на путу или правити обиласке ради пролаза моторизованих делова.
Свакодневно извештаван о току борби на друму од Вишеграда ка Рогатици, штаб 3. корпуса је, 17. новембра, тражио на основу захтева штаба 27. дивизије од Врховног штаба да се хитно бомбардују немачке снаге у Вишеграду, Рогатици и Соколцу.
Поучена искуством из борби од Вишеграда до Рогатице, када је њена главнина наступала друмом са релативно слабим бочним обезбеђењима, група „Шојерлен“ је у пробијању од Рогатице ка Соколцу истурио и с једне и с друге стране јаке побочнице и на важнијим топографским тачкама постављао сталне посаде које су затварале прилаз друму. Њени предњи делови кренули су из Рогатице изјутра 17. новембра. Главнина је наступала друмом, а побочнице висовима лево и десно од пута.
Први дан наступања завршен је без икаквог успеха, јер су јединице 20. романијске бригаде и батаљон 16. муслиманске бригаде зауставиле групу „Шојерлен“ и присилиле ја да се повуче у Рогатицу. Истовремено је и 19. бирчанска бригада одбацила делове 1. усташке бригаде који су из Соколца и Подроманије пошли у сусрет челним јединицама групе „Шојерлен“. Сутрадан је напад обновљен. Овај пут претходница је чекала да побочнице потисну делове 20. романијске бригаде који су са Обле главе (к. 831) и к. 910, с јужне стране друма, контролисали серпентине код села Ковања, и батаљон 16. бригаде који је исто чинио од села Гучева и Среднице (к. 952). У току дана су ти положаји неколико пута прелазили из руке у руку. Када је пала ноћ, непријатељ се није повукао у Рогатицу него је остао на друму и на висовима око њега, које је заузео предвече када је у борбу увео и оба усташка батаљона из Рогатице. Тог дана (18. новембра) немачка команда Југоистока је у свој ратни дневник забележила и следеће: „Челни одреди штаба 'Шојерлен' стигли су у Ковањ (6 km северозападно од Рогатице). Узвишења која се тамо налазе са обје стране пута држе банде у својим рукама."
Положај групе „Шојерлен“ се погоршавао и због успешног дејства савезничке авијације, која је 19. новембра гађала мост и скеле у Вишеграду. С обзиром на насталу ситуацију застоја у Вишеграду и код Рогатице, команда групе армија Е је, 19. новембра, решила да заустави покрет 34. армијског корпуса са Краљевачког мостобрана према Вишеграду, да њиме отвори нови пут од Ужица према Зворнику, и да ради извлачења челних јединица борбене групе „Шојерлен“ 5. СС корпус одмах упути из Сарајева једну моторизовану борбену групу с тенковима.

### Пресудне борбе 19—20. новембра
Да би се јединице одморилие и припремиле за наредне борбе, штаб 27. дивизије одлучио је да се у току ноћи 18/19. новембра прекину дејства и да се пред свануће, у 4. часа 19. новембра, изврши општи напад на непријатеља. Истовремено је обновио захтев да авијација бомбардује раније поменуте објекте. Тај предах је борбена група „Шојерлен“ искористила да помери своје челне јединице напред за око 2 km, до испод села Стјенице. У предвиђено време су снаге 27. дивизије кренуле у напад. На десном крилу је 19. бирчанска бригада с главнином и даље осигуравала правац према Соколцу, а са једним батаљоном напала и потиснула немачку претходницу од Стјеница ка Хан-Рудинама. До јутра су 20. романијска бригада и батаљон 16. муслиманске збацили непријатеља с висова око пута (Брековик, Средница, тзв. Бараке изнад Хан-Рудине, и др.), али им није пошло за руком да пресеку немачку колону на више делова. Немачка групација натерана је на одбрану, коју је подржавала интензивном ватром противавионских малокалибарских топова (флакова). Немци су вршили честе противнападе, у случају кад би нека побочница била збачена са положаја око друма. Током дана су нарочито упорне борбе вођене за Брековик (к. 974), с јужне стране, и за Средницу (к. 952), са северне стране пута. Са положаја се добро видела непријатељева колона: била је издужена од Рогатице до Рудина и процењено је да у њој може бити око 400 возила (камиона, трактора, борних кола и нешто тенкова). Штаб 27. дивизије сматрао је, пошто су бокови колоне били слабо заштићени, да постоје повољни услови да јој се нанесу значајни губици. Зато је наредио да се она поновно нападне у 18 часова.
Та одлука да се ноћу (19. на 20. новембра) продужи борба била је плод доброг праћења и осећања ситуације. Борбена група „Шојерлен“ је 19. новембра запала у тешкоће. Стајала је угрожена на путу према Соколцу. Команда Групе армија „Е“ је тог дана у свом ратном дневнику забележила: „... чела нападнутих јединица и даље воде тешке борбе на висовима с обе стране пута 8 km северозападно од Рогатице...”.
За предвиђени напад 19. новембра у 18 часова 27. дивизија НОВЈ је ангажовала седам батаљона: један из 19. бригаде, два из 16. и четири из 20. бригаде. Сви су у основи нападали истим правцима као тог и претходног дана. Измена је извршена само на правцу Гучево - Средница, где је у борбу убачен још један батаљон 16. бригаде. Главнина 19. бригаде и даље је била на обезбеђивању напада од Соколца, а батаљон 16. бригаде који је држао положаје према Рогатици добио је задатак да са Голетице током ноћи изврши демонстративни напад на Рогатицу.
У ноћни напад 19/20. новембра готово све јединице 27. дивизије прешле су из непосредног додира с непријатељем. Поново им је пошло за руком да збаце његова обезбеђења око пута, а местимично и да избију на друм. Неколико сати се водила огорчена борба са наизменичним повлачењима и напредовањем. Група „Шојерлен“ се јаком ватром и противнападима трудила да сачува везу између својих делова и да не дозволи пресецање. Имајући у виду да је немачка колона остала без бочних обезбеђења, штаб 27. дивизије је одлучио да се борба продужи и по дану. У току тог преподнева су јединице 20. романијске и 16. муслиманске бригаде на више места, између Ковања и Хан-Рудине, избиле на друм и пресекле колону. Међутим, тај значајан тактички успех није се могао даље развити, па ни одржати, јер бригаде и дивизија нису имали резерви. Немци су противнападима својих јединица у колони и пристиглих појачања из Рогатице, уз снажну подршку артиљерије, одбацили делове тих бригада са цесте.
Када је борба била на врхунцу, негде око подне 20. новембра, савезничка авијација бомбардовала је Рогатицу и део непријатељеве колоне између Хан-Рудина и Хан-Стјеница. То прво непосредно садејство савезничких авиона изазвало је одушевљење међу јединицама и подстакло их, иако су борци били на крају снага од умора и неспавања, да још неко време издрже у покушајима да разбију немачку групацију. Оно је било подстрек и главнини 19. бирчанске бригаде да продужи упорну одбрану против борбене моторизоване групе 5. СС корпуса која је, с деловима 1. усташке бригаде, нападала од Соколца и Подроманије у сусрет челу групе „Шојерлен“.
Да би олакшао пробој од Рогатице ка Соколцу, штаб 5. СС корпуса је после подне 20. новембра, упутио део снага из Рогатице и из долине Праче у позадину 20. бригаде. Због тога је њена главнина била присиљена да се у току ноћи пребаци северно од друма Рогатица – Вишеград, на просторију између 19. и 16. бригаде.
Око 17 часова, „непријатељ је успио да изврши пробој наших положаја код Рабра - Хан-Стјенице и да се пробије ка Сокоцу. При томе му је највише помогао усташки гарнизон из Сокоца који је стално ударао у леђа нашим снагама. Преморене дугим и напорним борбама (а стање муниције сведено на минимум), наше бригаде биле су одбачене непосредно од цесте и непријатељске побочнице чврсто су насјеле на косе око цесте, а целу ноћ 20/21. непријатељска моторизација пролазила је цестом Соколац - Црвене Стијене“.
Увече 20/21. новембра је друм Вишеград - Сарајево био на целој дужини под немачком контролом, која, међутим, те ноћи није била потпуна и стална, јер се главнина 20. романијске бригаде без борбе и губитака пребацила преко њега.

## Ситуација после пробоја групе „Шојерлен“ у Сарајево
Наредних дана 27. дивизија НОВЈ држала је део снага у заседама на саобраћајници и у борбама са обезбеђењима, док је други део повучен ради одмора и попуне. Од 26. новембра све бригаде дивизије поново су изводиле нападе на саобраћајницу, од којих је најуспешнија била заседа на Сјемећу 27. новембра.
Већ 22. новембра у Рогатицу је стигао штаб немачког 22. армијског корпуса који је имао задатак да својим снагама почев од 25. новембра пробије бочну комуникацију преко Власенице за Зворник. Међутим, услед погоршања немачке ситуације сеерно од Саве, овај напад је убрзо обустављен ради убрзаног пребацивања снага на север.